# Palabra reservada
En los lenguajes informáticos, una palabra reservada es una palabra que tiene un significado gramatical especial para ese lenguaje y no puede ser utilizada como un identificador de objetos en códigos del mismo, como pueden ser las variables.
Por ejemplo, en SQL, un usuario no puede ser llamado "group", porque la palabra group es usada para indicar que un identificador se refiere a un grupo, no a un usuario. Al tratarse de una palabra clave su uso queda restringido.
Ocasionalmente la especificación de un lenguaje de programación puede tener palabras reservadas que están previstas para un posible uso en futuras versiones. En Java const y goto son palabras reservadas — no tienen significado en Java, pero tampoco pueden ser usadas como identificadores. Al reservar los términos pueden ser implementados en futuras versiones de Java, si se desea, sin que el código fuente más antiguo escrito en Java deje de funcionar.

## Palabras reservadas e independencia del lenguaje
En la CLI de .NET, todos los lenguajes tienen que proporcionar un mecanismo para utilizar los identificadores públicos que son palabras reservadas en ese lenguaje.. Para ver por qué es necesario, supongamos que se define una clase en VB.NET como sigue:
```
Public Class this
End Class
```

Entonces, se compila esta clase en un ensamblado de .NET y se distribuye como parte de un conjunto de herramientas. Un programador de C#, que quiere definir una variable de tipo “this” encontraría un problema: “this” es una palabra reservada en C#. El siguiente fragmento en C# no compilará:
```
this x = new this();
```

Un problema similar aparece cuando se accede a miembros, sobrescribiendo métodos virtuales e identificando espacios de nombres. En C#, colocando la arroba (@) antes del identificador, se forzará a ser considerado como un identificador en vez de una palabra reservada por el compilador. El signo arroba no es considerado parte del identificador.
```
@this x = new @this();
```

Por consistencia, esta utilización también se permite en configuraciones no-públicas como variables locales, nombres de parámetros y miembros privados.

## Palabras reservadas en SQL
En java, son palabras reservadas todas las sentencias, cláusulas modificadoras, tipos de dato, y funciones propias del DBMS.Así, por ejemplo, no se pueden usar denominaciones tales como SELECT, GROUP, CONCAT, SUM, MAX o semejantes.
En cada DBMS, además, existen conjuntos de denominaciones que le son propias, y que si pueden ser usadas en otros, lo que tiende a producir ciertos problemas al migrar proceso o sintaxis de uno a otro. Tal es el caso de SYSDATE, NOW, o BIGINT, el primero de los cuales es usual en Oracle, y los dos siguientes en MySQL.
Pese a eso, todos los DBMS tienen, también, la posibiilidad de usar estas palabras reservadas, siempre que se respete ciertas reglas sintáctica: Todas las palabras reservadas usadas para nombres de objetos creados en una base de datos deben estar encerrados entre caracteres específicamente usados para ello. En varios sistemas de bases de datos se utilizanpara ello los acentos graves (`), que no tienen otro uso en el SQL.
- Datos: Q1192029